# Орадовка
Ора́довка (укр. Орадівка) — село в Уманском районе Черкасской области Украины.
Почтовый индекс — 20034. Телефонный код — 4745.

## Население
Население по переписи 2001 года составляло 907 человек.

### Языковой состав
Родной язык населения по данным переписи 2001 года:
| Язык       | Численность, чел. | Доля     |
| ---------- | ----------------- | -------- |
| Украинский | 876               | 96,58 %  |
| Русский    | 18                | 1,98 %   |
| Другое     | 13                | 1,44 %   |
| Итого      | 907               | 100,00 % |

## Местный совет
20034, Черкасская обл., Христиновский р-н, с. Орадовка

## Фотогалерея

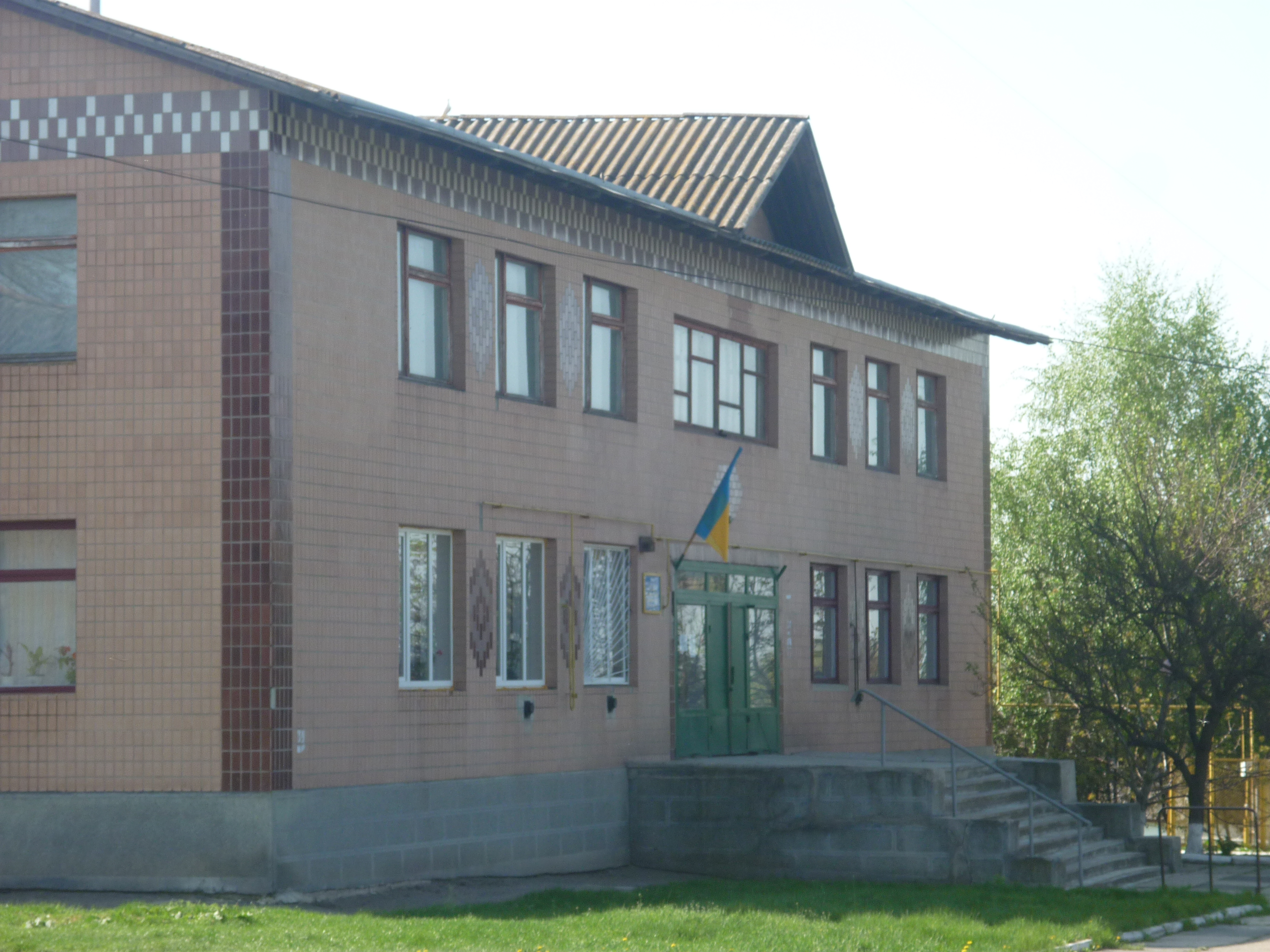
Сельсовет
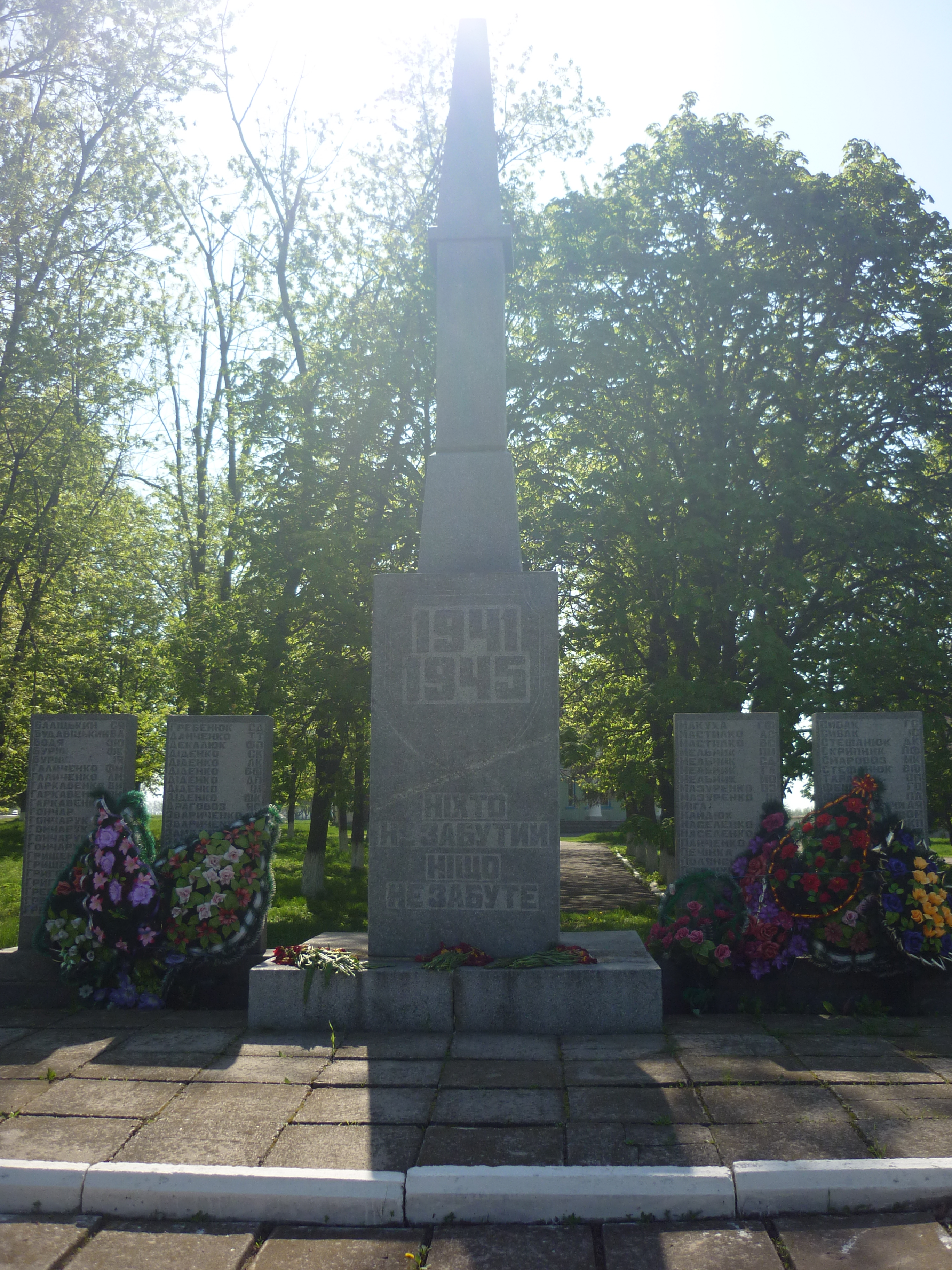
Обелиск Славы
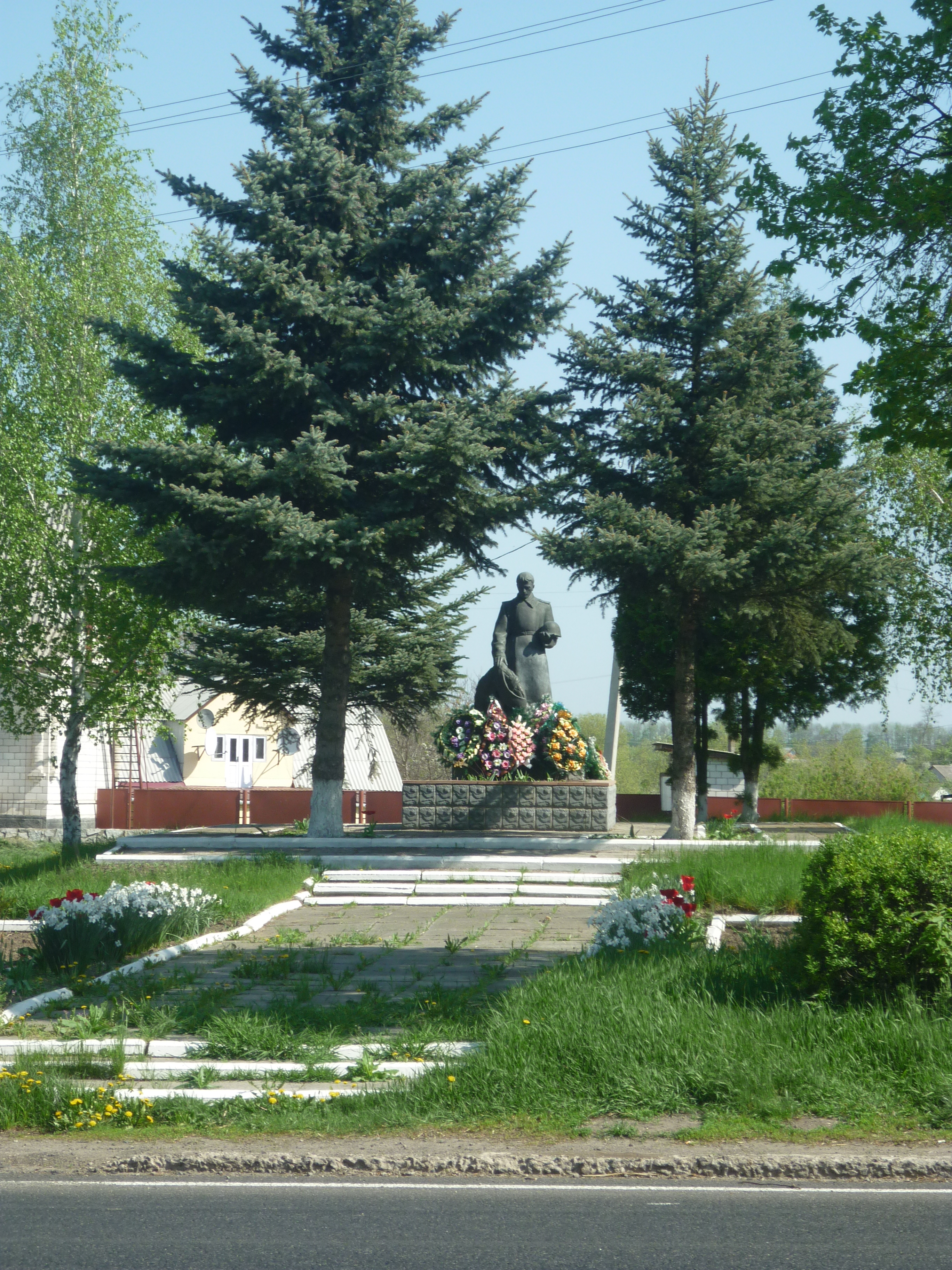
Памятник воинам-освободителям ВОВ